# 南丸之内
南丸之内（みなみまるのうち）は、三重県津市にある地名。丁番を持たない単独町名である。南丸之内には中部電力津支社や津新町駅に続く「新町通り商店街」がある。

## 地理
津市の中央部に位置し、東に丸之内、西に新町、南に修成町、北に西丸之内と接している。

### 河川
- 岩田川

## 世帯数と人口
2019年（令和元年）6月30日現在の世帯数と人口は以下の通りである。
| 町丁     | 世帯数  | 人口  |
| -------- | ------- | ----- |
| 南丸之内 | 519世帯 | 970人 |

### 人口の変遷
国勢調査による人口の推移
| 1995年（平成7年）  | 1,164人 | [ 5 ] |  |
| 2000年（平成12年） | 948人   | [ 6 ] |  |
| 2005年（平成17年） | 835人   | [ 7 ] |  |
| 2010年（平成22年） | 981人   | [ 8 ] |  |
| 2015年（平成27年） | 972人   | [ 9 ] |  |

### 世帯数の変遷
国勢調査による世帯数の推移
| 1995年（平成7年）  | 536世帯 | [ 5 ] |  |
| 2000年（平成12年） | 444世帯 | [ 6 ] |  |
| 2005年（平成17年） | 412世帯 | [ 7 ] |  |
| 2010年（平成22年） | 515世帯 | [ 8 ] |  |
| 2015年（平成27年） | 533世帯 | [ 9 ] |  |

## 学区
市立小・中学校に通う場合、学区は以下の通りとなる。
| 番・番地等 | 小学校           | 中学校             |
| ---------- | ---------------- | ------------------ |
| 全域       | 津市立養正小学校 | 津市立西橋内中学校 |

## 交通
- 国道163号

## 施設
- 岡本総本店 津店

## その他

### 日本郵便
- 郵便番号 : 514-0034[3]（集配局：津中央郵便局[11]）。